# ハイタイド
有限会社ハイタイド（英文社名；HIGHTIDE INC.）は、東京都港区に本社を置く日本の芸能プロダクション。

## 沿革・概要
- 2005年 - 株式会社サムデイの系列会社として設立。当時は、レースクイーン、女性モデル専門の芸能プロダクションあった。
- 2009年 - サムデイから独立し男性アスリート選手等のマネジメントを開始。

## 所属アスリート
※2013年8月現在
- 高山善廣
- 桜庭和志
- 柴田勝頼
- 下柳剛

## 関連会社
- マリブ